# Maaya Sakamoto
Maaya Sakamoto (japanisch 坂本真綾 Sakamoto Maaya; * 31. März 1980 in Itabashi, Tokio) ist eine japanische Synchronsprecherin (Seiyū) und Sängerin.

## Leben
Ihr Debüt war 1996 die Stimme der Hitomi Kanzaki in der Anime-Serie Vision of Escaflowne. Das Titellied der Serie Yakusoku wa Iranai war zugleich ihre erste veröffentlichte Single und der Beginn ihrer langjährigen Zusammenarbeit mit der Komponistin Yōko Kanno.
Sie nahm an der Vertonung weiterer Anime, von Videospielen und an der Synchronisation von Spielfilmen teil, wie Record of Lodoss War: Chronicles of the Heroic Knight, Kingdom Hearts und Star Wars: Episode I, Episode II und Episode III. Sie veröffentlichte mehrere Alben, die vor allem Kompositionen von Yōko Kanno enthalten, arbeitete dabei aber auch mit anderen Musikern zusammen und schrieb auch eigene Songtexte.
Am 8. August 2011 heiratete sie den Synchronsprecher Ken’ichi Suzumura.

## Rollen (Auswahl)
| - 1993: Little Twins (Chifuru) - 1996: Vision of Escaflowne (Hitomi Kanzaki) - 1998: Night Walker – Mayonaka no Tantei (Riho Yamazaki) - 1999: Clover (Sū) - 1999: Medarot (Karin Junrei) - 1999: Omishi Mahō Gekijō: Risky/Safety (Moe Katsuragi) - 2000: Escaflowne – The Movie (Hitomi Kanzaki) - 2002: Rahxephon (Reika Mishima) - 2002: Hellsing (Rip Van Winkel) - 2004: Kidō Senshi Gundam Seed Destiny (Lunamaria Hawke, Mayu Asuka) - 2004: Top o Nerae 2! (Lal'C Mellk Mal) - 2005: Final Fantasy VII: Advent Children (Aerith Gainsborough) - 2006: Bimbō Shimai Monogatari (Kyō Yamada) - 2006: Ouran High School Host Club (Haruhi Fujioka) - 2007: Kara no Kyōkai (Shiki Ryōgi) - 2008: Kuroshitsuji (Ciel Phantomhive) - 2008: Soul Eater (Chrona) - 2008: Tetsuwan Birdy: Decode (Sayaka Nakasugi) - 2008: World Destruction – Sekai Bokumetsu no Rokunin (Morte Ashera) - 2009: Canaan (Alphard) - 2009: Evangelion Shin-Gekijōban: Ha (Mari Illustrious Makinami) - 2009: Kemono to Chat (Chacha Kenomoto) - 2010: Kuroshitsuji (Ciel Phantomhive) - 2010: Cobra the Animation (Shīkuretto) - 2010: Trigun: Badlands Rumble (Amelia) - 2012: Nisemonogatari (Shinobu Oshino) - 2012: Evangelion Shin-Gekijōban: Q (Mari Illustrious Makinami) - 2012: Nekomonogatari (Kuro) (Kiss-Shot / Shinobu Oshino) - 2013: Ghost in the Shell: Arise (Motoko Kusanagi) - 2015: God Eater (Alisa Illinichina Amiella) - 2015: The Heroic Legend of Arslan (Falangies) - 2016: Kizumonogatari (Kiss-Shot / Shinobu Oshino) - 2016: The Great Passage (Kaguya Hayashi) - 2017: Made in Abyss (Lyza) - 2017: Fate/Apocrypha (Ruler / Jeanne d’Arc) | - Ar tonelico III: Sekai Shūen no Hikigane wa Shōjo no Uta ga Hajiku (Tilia) - Fantastic Fortune (Mei Fujiwara) - Final Fantasy XIII (Lightning) - Gensō Suikoden Tierkreis (Marika) - Jeanne d’Arc (Jeanne d’Arc) - Maburaho Stories (Suzu) - Napple Tale: Arsia in Daydream (Poach, Erzähler) - Rune Factory 2 (Kyle) - Persona 3/FES/Portable (Aigis) - Panzer Dragoon Saga (Azel) - Shirokishi Monogatari – Inishie no Kodō (Prinzessin Shizuna) - Super Robot Taisen Scramble Commander the 2nd/Z (Lunamaria Hawke) - World Destruction – Michibikareshi Ishi (Morte Ashera) - Black Rock Shooter: The Game (Black Rock Shooter) |

## Diskografie

### Studioalben
| Jahr | Titel              | Höchstplatzierung, Gesamtwochen, AuszeichnungChartsChartplatzierungen (Jahr, Titel, Platzierungen, Wochen, Auszeichnungen, Anmerkungen) | Anmerkungen                              |
| Jahr | Titel              | JP | Anmerkungen                              |
| ---- | ------------------ | --- | ---------------------------------------- |
| 1997 | Grapefruit         | — | Erstveröffentlichung: 23. April 1997     |
| 1998 | Dive               | JP44 (3 Wo.)JP | Erstveröffentlichung: 19. Dezember 1998  |
| 2001 | Lucy               | JP16 (4 Wo.)JP | Erstveröffentlichung: 28. März 2001      |
| 2003 | Shounen Alice      | JP8 (9 Wo.)JP | Erstveröffentlichung: 10. Dezember 2003  |
| 2005 | Yuunagi Loop       | JP8 (6 Wo.)JP | Erstveröffentlichung: 26. Oktober 2005   |
| 2009 | Kazeyomi           | JP3 (7 Wo.)JP | Erstveröffentlichung: 14. Januar 2009    |
| 2011 | You Can’t Catch Me | JP1 (8 Wo.)JP | Erstveröffentlichung: 12. Januar 2011    |
| 2013 | Singer-Songwriter  | JP6 (5 Wo.)JP | Erstveröffentlichung: 27. März 2013      |
| 2015 | Follow Me Up       | JP4 (12 Wo.)JP | Erstveröffentlichung: 30. September 2015 |
| 2019 | Kyo Dake no Ongaku | JP11 (6 Wo.)JP | Erstveröffentlichung: 27. November 2019  |
| 2023 | Kioku no Toshokan  | JP7 (5 Wo.)JP | Erstveröffentlichung: 31. Mai 2023       |

### EPs
| Jahr | Titel                   | Höchstplatzierung, Gesamtwochen, AuszeichnungChartsChartplatzierungen (Jahr, Titel, Platzierungen, Wochen, Auszeichnungen, Anmerkungen) | Anmerkungen                            |
| Jahr | Titel                   | JP | Anmerkungen                            |
| ---- | ----------------------- | --- | -------------------------------------- |
| 2001 | Easy Listening          | JP12 (3 Wo.)JP | Erstveröffentlichung: 8. August 2001   |
| 2007 | 30 Minutes Night Flight | JP12 (7 Wo.)JP | Erstveröffentlichung: 21. März 2007    |
| 2011 | Driving in The Silence  | JP3 (5 Wo.)JP | Erstveröffentlichung: 9. November 2011 |
| 2021 | Duets                   | JP14 (4 Wo.)JP | Erstveröffentlichung: 17. März 2021    |

### Kompilationen
| Jahr | Titel                                                          | Höchstplatzierung, Gesamtwochen, AuszeichnungChartsChartplatzierungen (Jahr, Titel, Platzierungen, Wochen, Auszeichnungen, Anmerkungen) | Anmerkungen                             |
| Jahr | Titel                                                          | JP | Anmerkungen                             |
| ---- | -------------------------------------------------------------- | --- | --------------------------------------- |
| 1999 | Single Collection+Hotchpotch (シングルコレクション＋ ハチポチ) | JP14 (9 Wo.)JP | Erstveröffentlichung: 16. Dezember 1999 |
| 2003 | Single Collection+Nikopachi (シングルコレクション＋ ニコパチ)  | JP3 (11 Wo.)JP | Erstveröffentlichung: 30. Juli 2003     |
| 2010 | Everywhere                                                     | JP3 (11 Wo.)JP | Erstveröffentlichung: 31. März 2010     |
| 2012 | Single Collection+Mitsubachi (シングルコレクション＋ ミツバチ) | JP9 (8 Wo.)JP | Erstveröffentlichung: 14. November 2012 |
| 2020 | Single Collection+Achikochi (シングルコレクション+ アチコチ)   | JP5 (9 Wo.)JP | Erstveröffentlichung: 15. Juli 2020     |

### Livealben
| Jahr | Titel                                                      | Höchstplatzierung, Gesamtwochen, AuszeichnungChartsChartplatzierungen (Jahr, Titel, Platzierungen, Wochen, Auszeichnungen, Anmerkungen) | Anmerkungen                         |
| Jahr | Titel                                                      | JP | Anmerkungen                         |
| ---- | ---------------------------------------------------------- | --- | ----------------------------------- |
| 2016 | Live Tour 2015–2016 “Follow Me Up” Final at 中野サンプラザ | JP12 (4 Wo.)JP | Erstveröffentlichung: 27. Juli 2016 |

### Singles
| Jahr | Titel Album                                                                      | Höchstplatzierung, Gesamtwochen, AuszeichnungChartsChartplatzierungen (Jahr, Titel, Album, Platzierungen, Wochen, Auszeichnungen, Anmerkungen) | Anmerkungen |
| Jahr | Titel Album                                                                      | JP | Anmerkungen |
| ---- | -------------------------------------------------------------------------------- | --- | --- |
| 1996 | Yakusoku wa Iranai Grapefruit                                                    | JP44 (4 Wo.)JP | Erstveröffentlichung: 24. April 1996 Vorspannthema zu The Vision of Escaflowne                                                                 |
| 1997 | Gift Single Collection+Hotchpotch                                                | — | Erstveröffentlichung: 22. September 1997 Abspannthema zu Clamp School Detectives                                                               |
| 1998 | Kiseki no Umi Single Collection+Hotchpotch                                       | JP43 (12 Wo.)JP | Erstveröffentlichung: 22. April 1998 Vorspannthema zu Record of Lodoss War: Chronicles of the Heroic Knight                                    |
| 1998 | Hashiru Dive                                                                     | — | Erstveröffentlichung: 21. November 1998 |
| 1999 | Platinum Single Collection+Hotchpotch                                            | JP21 Gold (Digital) · (5 Wo.)JP | Erstveröffentlichung: 21. Oktober 1999 Vorspannthema zu Card Captor Sakura                                                                     |
| 2000 | Yubiwa Single Collection+Nikopachi                                               | JP30 (3 Wo.)JP | Erstveröffentlichung: 21. Juni 2000 Interlude in Escaflowne – The Movie                                                                        |
| 2000 | Shippo no Uta Single Collection+Nikopachi                                        | JP39 (2 Wo.)JP | Erstveröffentlichung: 23. August 2000 Thema zu Napple Tale: Arsia in Daydream                                                                  |
| 2000 | Mameshiba Lucy                                                                   | JP47 (2 Wo.)JP | Erstveröffentlichung: 16. Dezember 2000 Thema zu Arjuna                                                                                        |
| 2002 | Hemisphere Single Collection+Nikopachi                                           | JP22 (9 Wo.)JP | Erstveröffentlichung: 21. Februar 2002 Vorspannthema zu RahXephon                                                                              |
| 2003 | Gravity Single Collection+Nikopachi                                              | JP23 (9 Wo.)JP | Erstveröffentlichung: 21. Februar 2003 Abspannthema zu Wolf’s Rain                                                                             |
| 2003 | Tune the Rainbow Single Collection+Nikopachi                                     | JP9 (9 Wo.)JP | Erstveröffentlichung: 2. April 2003 Interlude in RahXephon: Tagen Hensōkyoku                                                                   |
| 2005 | Loop Yūnagi Loop                                                                 | JP7 (9 Wo.)JP | Erstveröffentlichung: 11. Mai 2005 1. Abspannthema zu Tsubasa – Reservoir Chronicle                                                            |
| 2006 | Kazemachi Jet / Spica Kazeyomi                                                   | JP14 (6 Wo.)JP | Erstveröffentlichung: 14. Juni 2006 2. Abspannthema zu Tsubasa – Reservoir Chronicle                                                           |
| 2007 | Saigo no Kajitsu / Mitsubachi to Kagakusha Kazeyomi                              | JP19 (7 Wo.)JP | Erstveröffentlichung: 21. November 2007 Abspannthema zu Tsubasa: Tokyo Revelations                                                             |
| 2008 | Triangler Kazeyomi                                                               | JP3 Platin (Digital) · (26 Wo.)JP | Erstveröffentlichung: 23. April 2008 Vorspannthema zu Macross F                                                                                |
| 2008 | Ame ga Furu Kazeyomi                                                             | JP9 (7 Wo.)JP | Erstveröffentlichung: 29. Oktober 2008 Abspannthema zu Kurogane no Linebarrel                                                                  |
| 2009 | Magic Number Everywhere                                                          | JP12 (9 Wo.)JP | Erstveröffentlichung: 11. November 2009 Vorspannthema zu Kobato                                                                                |
| 2010 | Down Town / Yasashisa ni Tsutsumareta Nara You Can’t Catch Me                    | JP5 (13 Wo.)JP | Erstveröffentlichung: 20. Oktober 2010 Themensong zu Soredemo Machi wa Mawatteiru / Tamayura                                                   |
| 2011 | Buddy Single Collection+Mitsubachi                                               | JP10 (11 Wo.)JP | Erstveröffentlichung: 19. Oktober 2011 Themensong zu Last Exile -Ginyoku no Fam-                                                               |
| 2011 | Okaerinasai Single Collection+Mitsubachi                                         | JP8 (6 Wo.)JP | Erstveröffentlichung: 26. Oktober 2011 Themensong zu Tamayura: Hitotose                                                                        |
| 2012 | More than Words Single Collection+Mitsubachi                                     | JP16 (6 Wo.)JP | Erstveröffentlichung: 25. Juli 2012 Themensong zu Code Geass Gaiden: Akito the Exiled                                                          |
| 2013 | Hajimari no Umi Follow Me Up                                                     | JP19 (4 Wo.)JP | Erstveröffentlichung: 31. Juli 2013 Themensong zu Tamayura: More Aggressive                                                                    |
| 2014 | Saved. / Be Mine! Follow Me Up                                                   | JP7 (11 Wo.)JP | Erstveröffentlichung: 5. Februar 2014 Themensong zu Inari, Konkon, Koi Iroha/World Conquest Zvezda Plot                                        |
| 2014 | Replica Follow Me Up                                                             | JP17 (4 Wo.)JP | Erstveröffentlichung: 20. August 2014 Themensong zu M3 the dark metal                                                                          |
| 2015 | Shiawase ni Tsuite Watashi ga Shitte Iru Itsutsu no Hōhō / Shikisai Follow Me Up | JP9 Platin (Digital) · (16 Wo.)JP | Erstveröffentlichung: 28. Januar 2015 Themensong zu Kōfuku Graffiti / Fate / Grand Order                                                       |
| 2015 | Anata o Tamotsu Mono / Mada Ugoku Single Collection+Achikochi                    | JP18 (4 Wo.)JP | Erstveröffentlichung: 2015 Maaya Sakamoto und Cornelius Themensong zu Ghost in the Shell: Arise / Ghost in the Shell: The New Movie            |
| 2016 | Million Clouds Single Collection+Achikochi                                       | JP24 (6 Wo.)JP | Erstveröffentlichung: 27. Juli 2016 Themensong zu Amanchu!                                                                                     |
| 2018 | Clear Single Collection+Achikochi                                                | JP13 (12 Wo.)JP | Erstveröffentlichung: 31. Januar 2018 Themensong zu Cardcaptor Sakura: Clear Card                                                              |
| 2018 | Hello, Hello Single Collection+Achikochi                                         | JP15 (5 Wo.)JP | Erstveröffentlichung: 23. Mai 2018 Themensong zu Amanchu!: Advance                                                                             |
| 2018 | Gyakko Single Collection+Achikochi                                               | JP4 Gold (Digital) · (14 Wo.)JP | Erstveröffentlichung: 25. Juli 2018 Themensong zu Fate/Grand Order: Cosmos in the Lostbelt                                                     |
| 2019 | Uchū no Kioku Single Collection+Achikochi                                        | JP21 (4 Wo.)JP | Erstveröffentlichung: 24. Juli 2019 Themensong zu Humanoid Monster Bem                                                                         |
| 2020 | Dokuhaku / Yakudo –                                                              | JP6 (14 Wo.)JP | Erstveröffentlichung: 9. Dezember 2020 Themensong zu Fate / Grand Order The Movie Divine Realm of the Round Table: Camelot Wandering; Agateram |
| 2022 | Sumire / Kotoba ni Dekinai Kioku no Toshokan                                     | JP12 (6 Wo.)JP | Erstveröffentlichung: 25. Mai 2022 Themensong zu Deaimon / Ascendance of a Bookworm                                                            |
| 2023 | Mada Tōku ni Iru / un_mute Kioku no Toshokan                                     | JP11 (6 Wo.)JP | Erstveröffentlichung: 25. Januar 2023 Themensong zu The Fire Hunter / Revenger                                                                 |
| 2024 | Dakishimete –                                                                    | JP12 (4 Wo.)JP | Erstveröffentlichung: 3. April 2024 Themensong zu The Fire Hunter                                                                              |
| 2024 | Nina –                                                                           | JP11 (3 Wo.)JP | Erstveröffentlichung: 6. November 2024 Themensong zu Nina the Starry Bride                                                                     |